# Idioma thaypan
Kuku-Thaypan es una lengua extinta pama hablada en la parte suroeste de la península del Cabo York, Queensland en Australia, por el pueblo kuku-thaypan. El idioma a veces se llamaba Alaya o Awu Alaya. El Koko-Rarmul pudo haber sido un dialecto, aunque Bowern (2012) enumera Gugu-Rarmul y Kuku-Thaypan como idiomas separados. El último hablante nativo, Tommy George, murió el 29 de julio de 2016 en el Hospital Cooktown.

## Fonología

### Vocales
Kuku-Thaypan tiene seis vocal y dos vocales marginales posiblemente solo en palabras prestadas.

### Consonantes
Kuku-Thaypan tiene 23 consonantes.